# Mont Samsari
Le mont Samsari (en géorgien : სამსარი) est un sommet de la chaîne d'Aboul-Samsari (en) en Géorgie. L’altitude de la montagne est de 3 285 m. Le mont Samsari est un cône volcanique à l’intérieur duquel se trouve une caldeira de trois kilomètres de diamètre et entourée d’une crête semi-circulaire. La formation de la caldeira est liée aux systèmes de faille locaux ; son sol de la caldeira est bordé de roches et de débris glaciaires et son bord contient des traces de glaciation antérieure, y compris des cirques. La montagne a été construite à la fin du Quaternaire et se compose d'andésite, de dacite et de rhyolite. Les pentes du Samsari sont principalement dépourvues de végétation.